# IE ビジネススクール
| 創立          | 1973年                     |
| 学校種別      | 私立                       |
| 創立者        | Diego del Alcázar          |
| 所在地        | スペイン、マドリード       |
| ウェブ サイト | IE Business School Website |

IE ビジネススクール（IE Business School）はスペインの首都 マドリードに本部を置く私立の国際教育機関であり、MBAプログラムは世界ランキングでは世界トップランキング常連校。その強い個性と多様性から「非凡な人たちがいる非凡な学校 (Unusual school with unusual people)」と英フィナンシャルタイムズに評価され、2013年にはヨーロッパ第1位、2017年には第4位に選ばれている（フィナンシャルタイムズ誌）。起業家育成と国際マネジメント教育などを教育理念の柱としている。学校名の「IE」は「Instituto de Empresa」の略であり、2008年までは正式名称が「Instituto de Empresa Business School」であったが、国際的認知度の上昇により、現在の「IE Business School」へと名称を変更した。テクノロジー、イノベーション、人間性、アントレプレナーシップ、インターナショナル・ビジョンをコアバリューとしている。特に近年テクノロジーへの投資を盛んに行なっており、これまでに約30億円を教育イノベーションを実現する為のテクノロジーに生かしており、オンライン教育のアプローチのひとつであるBlended Methodologyを適用したMBAプログラムは世界最先端といわれている。

## 設立
スペインの貴族で起業家、ディエゴ・デル・アルカサルが24歳の時に、国際的な起業家育成を目的として設立した。当時、スペインはフランコの独裁政権下であったが、1960年代からの目覚ましい経済復興を機に、今後は国際的なビジネスで通用する人材が必要であるとの先見が設立の背景である。当初より起業家精神を掲げている。

## キャンパス
マドリード中心部に程近い、サラマンカ地区にメインキャンパスを置く。近隣には在スペイン日本国大使館がある。 キャンパスといっても都心にある為決して広くはなく、同地区内にいくつかのビルが点在しており、MBAプログラムはそれらのキャンパスで運営されている。2007年、セゴビアにあるSEK大学を買収し、IE大学として学部教育を行なっている。現在、マドリードのビジネス街に35階建てのIE大学の学部生のための新校舎を建設し、2020年にオープンした。
マドリードでは毎年南欧最大のスタートアップ・カンファレンスであるSouth Summitが開催され、100カ国から2700社以上の企業が参加する。IEはその運営に携わっている。

## 学校構成
- Business School
- Law School
- School of Sciences and Technology
- School of Architecture and Design
- School of Global and Public Affairs
- University

## プログラム概要
International MBA - English
毎年1月または9月に開始する12か月のプログラム。授業は全て英語で行われる。スペイン語でのMBAプログラムが単純に「MBA」もしくは便宜上「Spanish MBA」と呼ばれていたことから、それと区別するため、学内では「IMBA」と略称される。最終タームの選択授業は120科目弱の中から選ぶことができ、スペイン語で行われる科目の受講も可能となる。90%以上がスペイン国外からの学生であり、国籍は東西ヨーロッパ各国を始め、北米、中南米、アジア、アフリカの各国とバランスが取れており、ある特定国からの学生がマジョリティである、といったことがない。但し、ラテンアメリカからの学生が35%を占めている為、ラテン文化圏、スペイン語圏の学生が多数を占めていることもまた事実である。
International MBA – Spanish
1年制のMBAプログラムであり、スペイン語で行われる。カリキュラムは英語のバージョンと同様。スペイン語圏からの学生の他に、スペイン語が流暢な日本人留学生がいる。
Global MBA
オンラインMBAとしては世界第一位に評価されたプログラム。マドリードでの授業・ワークショップとオンラインを合わせて提供されるBlended MBAプログラム。100%英語で17ヶ月で完結する。
Exective MBA
ミドルキャリア向けのプログラム。マドリードでの授業とオンラインでの授業・ワークショップを組み合せて提供される20ヶ月間のプログラム。

### IE-SMU MBA
シンガポールのSingapore Management Universityとのジョイントで2020年まで提供されていたBlended MBA。現在は提供なし。

### IE-Brown Executive MBA
アメリカのBrown Universityとのジョイントで提供されるExecutive MBA。

### 入学選考
International MBA/Global Online MBAの入学者選考は、エッセイや推薦状などに基づいた書類選考と面接によって実施される。書類選考において、出願者は下記の項目を満たしていることが要求される。出願費用は125ユーロで、不合格となった場合でも返金はされない。
- 学士号以上の学歴を保有していること。
- 3年以上の就業経験（アルバイト、パートは含まない）
- 言語・数学基礎能力の証明 （GMATもしくはIE独自のテスト；通称ieGAT）。因みに、GMATの平均スコアは690点である。IE独自のテストは年間にわたり適宜行われており、不定期ではあるが東京でも実施される。
- 高い英語能力（TOEFL 100,  IELTS　7.0, Duolingo 120, Cambridge Advanced, EOI）、但し二年以上英語圏での職務経験がある場合、もしくは4年制大学を英語のみで修了した者に関しては、これらの証明は不要。

書類選考を通過すると、アドミッション担当者との面接が行われる。

### 奨学金
学生の多様性を重視する姿勢から、アカデミック、プロフェッショナル共に優秀であるにもかかわらず経済的に学費を賄うことが難しい入学者に対し、IE Foundationが数々の奨学金プログラムを設けている。

## ランキング
QS
- 2023年　世界第7位 (MBA Ranking)
- 2022年　世界第7位 (MBA Ranking)
- 2021年　世界第1位 (Online MBA Ranking)
- 2021年　世界第9位 (MBA Ranking)
- 2020年　世界第1位 (Online MBA Ranking)
- 2020年　世界第14位 (MBA Ranking)
- 2019年　世界第1位 (Online MBA Ranking)
- 2019年　世界第8位 (MBA Ranking)
- 2018年　世界第1位 (Online MBA Ranking)
- 2018年　世界第10位 (MBA Ranking)

Financial Times
- 2024年　世界20位 (MBA Ranking)
- 2023年　世界1位（Online MBA Ranking）
- 2023年　世界22位 (MBA Ranking)
- 2022年　世界40位 (MBA Ranking)
- 2021年　世界第2位 (Online MBA Ranking)
- 2021年　世界第39位 (MBA Ranking)
- 2020年　世界第2位 (Online MBA Ranking)
- 2020年　世界第52位 (MBA Ranking)
- 2019年　世界第2位 (Online MBA Ranking)
- 2019年　世界第31位 (MBA Ranking)
- 2018年　世界第2位 (Online MBA Ranking)
- 2017年　世界第8位 (MBA Ranking)
- 2017年　世界第1位 (Online MBA Ranking)
- 2016年　世界第12位 (MBA Ranking)
- 2016年　世界第1位 (Online MBA Ranking)
- 2015年　世界第12位 (MBA Ranking)
- 2014年　世界第13位 (MBA Ranking)

Economist
- 2021年　世界第39位 (MBA Ranking)
- 2019年　世界第69位 (MBA Ranking)
- 2018年　世界第63位 (MBA Ranking)
- 2017年　世界第34位 (MBA Ranking)
- 2016年　世界第16位 (MBA Ranking)

Forbes
- 2019年　世界第6位（International, 1 year program)
- 2017年　世界第3位（International, 1 year program)
- 2016年　世界第5位 (Non-US, MBA Ranking)
- 2011年　世界第3位 (MBA Ranking)

Aspen Institute
- 2012年　世界第三位、ヨーロッパ第一位 (MBA Ranking)

## 日本人学生
フルタイムとオンラインを合わせると毎年30人前後が入学。商社や金融機関を中心に日本企業からの派遣留学生も定着。私費留学生の進路はテクノロジー業界、コンサルティング、製薬など外資企業の日本法人が多い。

## 主な日本人卒業生
- 住川武人（マッキンゼー・アンド・カンパニー日本法人パートナー）
- 坂田幸樹（経営共創基盤パートナー、IGPIシンガポール法人CEO）
- 豊田圭一 (スパイスアップ・ジャパン社長）
- 足立幸太郎 (Techshake 創立者）
- 長谷川雅彬 (作家、アーティスト、Contemporary Museum of Calligraphy大使）